# John Christopher Willis
John Christopher Willis, född den 20 februari 1868 i Birkenhead, England, död 21 mars 1958 i Montreux, Schweiz, var en brittisk botaniker.

## Karriär
Efter studier vid University College i Liverpool och vid Cambridge University arbetade han en tid vid Botany Department i Glasgow. 1896 fick han anställning som föreståndare för den kungliga botaniska trädgården i Peradeniya på Ceylon (nuvarande Sri Lanka), som vid den tiden var en del av det brittiska imperiet. Efter att ha tjänstgjort på Ceylon i 15 år utnämndes han 1912 till föreståndare för den botaniska trädgården i Rio de Janeiro. 1915 återvände han till England och började arbeta vid Cambridge University. Senare i livet flyttade han till Schweiz.

## Utmärkelser
John Christopher Willis blev hedersdoktor vid Harvard University 1909. Motiveringen till utnämningen löd: "En framstående botaniker som utmärker sig genom sin kunskap om tropiska växter; föreståndare för Royal Garden i Ceylon; som har uträttat ett stort arbete med att förbättra de varieteter som är nyttiga för människan."
Willis valdes in som medlem (så kallad "Fellow") i Linnean Society 1897 och i Royal Society 1919. Han tilldelades Linnean Societys Darwin-Wallace medalj postumt.